# Marcel Moschinger
Marcel Moschinger (* 21. Juli 2004) ist ein österreichischer Fußballspieler.

## Karriere
Moschinger begann seine Karriere beim SV Petzenkirchen. Im Februar 2012 wechselte er zum SK Rapid Wien. Im April 2015 kehrte er nach Petzenkirchen zurück. Zur Saison 2017/18 wechselte er in die AKA St. Pölten, in der er fortan sämtliche Altersstufen durchlief.
Zur Saison 2022/23 wechselte der Mittelfeldspieler zum Zweitligisten SKU Amstetten. Sein Debüt in der 2. Liga gab er im Oktober 2022, als er am 13. Spieltag jener Saison gegen die Young Violets Austria Wien in der 88. Minute für Arne Ammerer eingewechselt wurde. Insgesamt kam er zu fünf Zweitligaeinsätzen für Amstetten.
Zur Saison 2024/25 wechselte Moschinger leihweise zum viertklassigen SCU Kilb.